# Hollós Máté
Hollós Máté (Budapest, 1954. július 18. –) magyar zeneszerző, Tóth Eszter fia, Tóth Árpád unokája.

## Családja
Dédapja Tóth András szobrász, nagyapja Tóth Árpád költő, édesapja Hollós Korvin Lajos (1905-1971) író-költő, édesanyja Tóth Eszter (1920-2001) költőnő.

## Életpályája
1980-ban végzett a Liszt Ferenc Zeneművészeti Főiskola zeneszerzés szakán Petrovics Emil növendékeként.
1980-tól 82-ig a Színművészeti Főiskola tanársegédje, 1983-tól 90-ig a Liszt Ferenc Zeneművészeti Főiskolán külföldi növendékek óraadó tanára. 1986–90: a Magyar Zeneművészek Szövetsége Zeneszerző Szakosztálya vezető-helyettese, 1990–94: a Magyar Zeneszerzők Egyesülete elnökségi tagja, 1996 óta elnöke. Az Artisjus Magyar Szerzői Jogvédő Iroda Egyesület vezetőségének 1999 óta tagja, 2012-től a Magyar Zenei Tanács alelnöke. A Vántus István Társaságnak 1996-os alapítása óta elnöke, számos zenei egyesület tagja, legrégebben (1986-tól) az Ifjú Zenebarátok Szervezete (Jeunesses Musicales) országos vezetőségéé, ma elnökségéé. 1990-től az Akkord Zenei Kiadó alapító művészeti vezetője, ugyanattól az évtől a Hungaroton MHV főszerkesztője, később kiadói igazgatója és művészeti vezérigazgató-helyettese, 1993-tól a Hungaroton Classic (később Records) Kft. ügyvezető igazgatója 2011-ig. 2007-től a Hungaroton Music Zrt. vezérigazgatója. Korábbi (1992-től) elnökségi tagja a Zeneműkiadók Egyesületének.

## Főbb művei
Műveit a legtöbb európai országban bemutatták, de az USA-ban és Kanadában is játszották őket. Nagyobb megrendeléseket kapott az USA-ból, Kanadából, Franciaországból és Angliából, például felkérték egy zongoraverseny megkomponálására az ENSZ alapításának 50. évfordulójára.

## Művei
- Toccata (1976)
- Dúli-dúli (1979)
- Igric' 80 (1979)
- A szerelem dalai (1981)
- Jössz, ifjú zöld (1981)
- Ének, hajolj ki ajkamon (1983)
- Kajetan Tyl (1983)
- Promenade (1983)
- Szelíd dalok (1983)
- Egyenes adás a háború dúlta Budapestről (oratórium) (1984)
- A nemlét küszöbén (1985)
- Ciklus (1986)
- Feltekintés egy csillagra (1986)
- Sinfonietta (1986)
- Toccata lirica (1986)
- Arparmonia (1987)
- Kamera-zene (1987)
- Századvégi zene (1987/1988)
- Impromptu (1988)
- Duettrió (1989)
- Rapszódikus monológ (1990)
- Rimbaud magánhangzói (kantáták) (1990)
- A sokaságban, Kodály ravatalánál (Tóth Eszter) (1991)
- Fantom darab (1992)
- Hat és fél fuvoladuó (1992)
- Rondino (1992)
- Rondó (1992)
- Ünnepi albumlap (1992)
- A nyíl és a dal (kórusművek) (1993)
- A remény dala (1994)
- Egy vagy tíz zongoradarab (1994)
- Fölfelé hulló levelek éneke (1994)
- Canticornum (1995)
- Pasztell trió (1995)
- Oxfordór zongoraverseny (1995)
- Járom az egész világot (1996)
- Csöndes trombitaszó hárfával (1996)
- Gemini gitárok (kamarazene) (1996)
- Kamarakoncert (1996)
- Oboepistola (szólóművek) (1996)
- Retúr – filmzene (1996)
- Álmatlanság és végre álom
- A szalmabábúk lázadása – filmzene (1999)
- Suoni solenni (szimfonikus zenekarra) (1999/2000)
- Quintetto da concertina (2013)
- Latmotives (2013)
- Preludes to Peace (2014)

## Diszkográfia
- Oxford Orchestra di Camera: United Nation 50th Anniversary. Oxford Orchestra di Camera OODC-CD1 (CD), P1995
- Fölfelé hulló levelek éneke. Pannon Classic PCL 8006 (CD), P1997
- Tündérálom/Szelíd dalok. Pannon Classic PCL 8018 (CD), P2004
- Ének, hajolj ki ajkamon. Hungaroton Classic HCD 32485 (CD), P2007

## Könyvei
- Az életmű fele – Zeneszerzőportrék beszélgetésekben. Akkord A-L 008, Budapest (1997), ISBN 963-85235-6-5
- Vántus István. Mágus, Magyar zeneszerzők, Budapest (2005). ISBN 963943339X
- A szívrepesőstől a transzcendensig. Szerkesztette és a szerzővel beszélgetett Simon Géza Gábor. Gramofon Könyvek, Budapest, 2014. ISBN 978-963-12-0630-2

## Díjai, elismerései
- 1992 Közönségdíj a Magyar Rádió új zenei seregszemléjén
- 1998 Bartók Béla–Pásztory Ditta-díj
- 2004 Lajtha László-díj
- 2006 Juhász Frigyes-díj